# کسو
کسو (به مجاری:  Keszü) یک منطقهٔ مسکونی در مجارستان است که در ناحیه پچ واقع شده‌است.